# Східно-Сахалінські гори
50°30′ пн. ш. 143°00′ сх. д. / 50.5° пн. ш. 143° сх. д.
Схі́дно-Сахалі́нські го́ри (Східний хребет; рос. Восто́чно-Сахали́нские го́ры; Восточный хребет) — система кулісоподібних середньогірських хребтів у східній частині острова Сахаліну. Довжина 280 км, ширина до 85 км.
Уздовж осі простягаються крутосхилі складчасто-глибові хребти:
- на північний захід — Набільський (Затимовський) хребет із найбільшою висотою до 1609 м (гора Лопатіна);
- на південний схід — Центральний хребет із висотою до 1125 м (гора Соколова).

Характеризуються високим ступенем розчленованості; на висоті 400, 800 і 1100—1250 м збереглися стародавні вирівняні поверхні, у східних передгір'ях — морські тераси.
Гори являють собою антиклінорій, складений метаморфічними породами, інтрузіями та ефузивами палеозою і мезозою. На сході і півдні розвинені морські відкладення (алевроліти та інші) пізньокрейдяного і неогенового віку. Сейсмічність 6, на сході до 7 балів.
Клімат морський мусонний. Зима сувора. Унаслідок охолоджуючого впливу Охотського моря літо прохолодне. Середня температура січня —14 °C, серпня 14—16 °C. Опадів випадає від 600 до 1000 мм, найбільша кількість — влітку й у вересні.
Панує гірська ялино-ялицева тайга на буротайгових неопідзолених ґрунтах. На східних схилах — ялинова і модринова тайга на гірсько-підзолистих ґрунтах. У верхніх поясах — кам'яноберезове криволісся, зарості кедрового сланця, на гребенях хребтів — гірська тундра. На берегових терасах тайга часто змінюється сланцем і океанічними луками.